# Destroy All Humans! Big Willy Unleashed
Destroy All Humans! Big Willy Unleashed is een computerspel ontwikkeld door Locomotive Games en gepubliceerd door THQ voor de Wii en PSP. Het is het derde spel in de Destroy All Humans! series. 

## Verhaal
Big Willy Unleashed neemt plaats voor de gebeurtenissen van Destroy All Humans! Path of the Furon voor de Xbox 360 en PlayStation 3. Het spel neemt plaats in de jaren zeventig, tien jaar achter Destroy All Humans! 2. Cryptosporidium (afgekort naar Crypto) en zijn mentor, Orthopox (afgekort naar Pox) hebben een fastfood restaurant. Pox zijn geheime recept is eigenlijk vlees van mensen. Patty Wurst heeft dit geheim gevonden en nu moeten Crypto en Pox haar stoppen voor ze het publiekelijk bekendmaakt.

## Ontvangst
| Beoordeeld door          | Datum            | Score |
| ------------------------ | ---------------- | ----- |
| GamingTrend              | 2008             | 76%   |
| 1UP                      | 27 februari 2008 | 58%   |
| IGN                      | 12 maart 2008    | 58%   |
| GameZone                 | 7 maart 2008     | 55%   |
| GameSpot                 | 6 maart 2008     | 55%   |
| Extreme Gamer            | 7 maart 2008     | 54%   |
| Thunderbolt Games        | 29 maart 2008    | 50%   |
| Game Revolution          | 17 maart 2008    | 50%   |
| Gamekult                 | 11 maart 2008    | 40%   |
| Entertainment Depot, The | 14 april 2008    | 30%   |